# Cheilinus trilobatus
Cheilinus trilobatus е вид бодлоперка от семейство Labridae. Видът не е застрашен от изчезване.

## Разпространение и местообитание
Разпространен е в Австралия (Западна Австралия, Куинсланд и Северна територия), Американска Самоа, Виетнам, Гуам, Египет, Индия, Индонезия, Кирибати, Кокосови острови, Мавриций, Мадагаскар, Малайзия, Малдиви, Малки далечни острови на САЩ, Маршалови острови, Микронезия, Мозамбик, Нова Каледония, Остров Рождество, Острови Кук, Палау, Папуа Нова Гвинея, Провинции в КНР, Реюнион, Самоа, Саудитска Арабия, Северни Мариански острови, Сейшели, Тайван, Танзания, Тонга, Филипини, Френска Полинезия (Туамоту), Южна Африка и Япония.
Обитава крайбрежията на полусолени водоеми, морета, лагуни и рифове. Среща се на дълбочина от 0,1 до 30 m, при температура на водата от 24,1 до 29,3 °C и соленост 30,2 – 37,6 ‰.

## Описание
На дължина достигат до 45 cm.
Популацията на вида е стабилна.